# 목자안
목자안(睦子安)은 고려의 무신이다.

## 생애
1378년(우왕 4년) 상의(商議)로서 밀직부사(密直副使)가 되었다.
1379년 3월 전라도부원수(全羅道副元帥) 겸 도순문사(都巡問使)로 임명되었고, 10월 밀직부사(密直副使)로서 찬성사(贊成事) 목인길(睦仁吉)과 함께 전라도(全羅道)에 침입한 왜구를 소탕하였다.
1385년 6월 강릉도도체찰사(江陵道都體察使)로서 평해부(平海府)에 침입한 왜구를 격퇴하였다.